# Igram
Igram é um município da Eslováquia, situado no distrito de Senec, na região de Bratislava. Tem 8,3 km² de área e sua população em 2019 foi estimada em 581 habitantes.

## Demografia
| Ano:        | 1994 | 2004    | 2014   | 2024   |
| ----------- | ---- | ------- | ------ | ------ |
| Broj ljudi: | 610  | 539     | 557    | 569    |
| Razlika:    |      | -11,63% | +3,33% | +2,15% |

| Ano:               | 2023 | 2024   |
| ------------------ | ---- | ------ |
| Número de pessoas: | 566  | 569    |
| Diferença:         |      | +0,53% |